# محمد حکیم تورسن
محمد حکیم تورسن یا عبدالحکیم تورسن (متولد ۱۳۳۳) سیاستمدار افغان و نامزد انتخابات ریاست‌جمهوری افغانستان در سال‌های ۱۳۸۸ و ۱۳۹۸ است. او تاریخ ادبیات فارسی را در دانشگاه کابل خواند و از ۱۳۵۲ با عضویت در حزب وطن وارد عرصهٔ سیاست شد. او که معاون نظامی محمد نجیب‌الله بود، پس از سقوط حکومت کمونیستی و آغاز جنگ‌های داخلی، مجبور به ترک افغانستان شد. با سقوط طالبان به افغانستان بازگشت و پس از مدتی اشتغال به تجارت، دوباره به سیاست روی آورد. تورسن در بسیاری از انتخابات‌های افغانستان از جمله انتخابات ریاست‌جمهوری ۱۳۸۸ و نیز انتخابات ولسی جرگه ۱۳۸۴ و ۱۳۸۹ به عنوان نامزد مستقل یا احزاب چپ حضور یافته ولی در تمامی آن‌ها ناکام مانده است.
تورسن در انتخابات ریاست‌جمهوری ۱۳۹۸ افغانستان نیز نامزد و با اظهارات جنجالی خبرساز شده است. در تکت انتخاباتی او، محمد نادرشاه احمدزی و شفیع‌الله قیصاری به‌حیث معاونان اول و دوم حضور دارند. او گفته است که در صورت پیروزی، محمداشرف غنی و عبدالله عبدالله در دولتش جایی نخواهند داشت و هر دو را محاکمه خواهد کرد.

## زندگی و تحصیلات
تورسن در ۱۳۳۳ در سرک «عاشقان و عارفان» شهر کهنهٔ کابل در خانواده‌ای از قوم ازبیک متولد شد. پدرش محمد عظیم نام داشت. او سه برادر و چهار خواهر همگی از یک مادر داشته است. او همچنین یک زن، سه فرزند (دو بچه و یک دختر)، و سه نواسه دارد.
تورسن در رشتهٔ ادبیات فارسی از دانشگاه کابل مدرک لیسانس گرفته است. او در زمینهٔ استخبارات در کشورهای ازبیکستان، روسیه و آلمان تحصیل کرده است. رتبهٔ نظامی‌اش تورن جنرال است.
او از ۱۳۵۱ خود را «تورسن» می‌نامد که واژه‌ای ترکی است به معنای «برخیز، آماده باش، استوار باش، پایدار باش».
تورسن به گفتهٔ خودش «کوسه» است و هیچ‌گاه ریش نداشته است.

## فعالیت‌های سیاسی
تورسن از ۱۳۵۲ عضو حزب وطن بوده است. در زمان در قدرت بودن حزب دموکراتیک خلق افغانستان، از سال ۱۳۵۸ تا ۱۳۷۱ در پست‌های مختلف امنیتی و نظامی از جمله معاون نظامی محمد نجیب‌الله مشغول بود. با بروز جنگ‌های داخلی (۱۳۷۱ تا ۱۳۷۵)، ابتدا به هندوستان گریخت و سپس در روسیه و آلمان اقامت کرد. پس از سقوط طالبان، در ۱۳۸۲ به افغانستان بازگشت و به تجارت مشغول شد و به گفتهٔ خودش یک میلیون دالر در افغانستان سرمایه‌گذاری کرده است. پس از بازگشت به افغانستان، مدتی عضو حزب متحد ملی به رهبری نورالحق علومی بود. در ۱۳۸۶ عضو شورای اجرایی جبههٔ ملی افغانستان به رهبری برهان‌الدین ربانی بود و مسئولیت روابط خارجی و بین‌المللی آن را بر عهده داشت.

### انتخابات ریاست‌جمهوری ۱۳۸۸
تورسن در انتخابات ریاست‌جمهوری ۱۳۸۸ افغانستان نامزد شد. نصرالله زیارمَل (پشتون، اهل ولایت زابل) و سید محمد یاسین علوی (شیعه، اهل ولایت میدان وردک) را به عنوان معاونان اول و دوم خود انتخاب کرده بود. تورسن در شمار ۲۴ نامزدی بود که به شرایط نابرابر انتخاباتی اعتراض داشتند و شمار دیگری از نامزدان را به استفاده از «زر و زور» متهم کردند. شورای ۲۴ نفره موسوم به «شورای تشریک مساعی نامزدها»، آن نامزدان را به برگزاری مهمانی‌های مجلل و پرداخت پول و هدیه به مهمانان متهم کرد. شورا همچنین اَعمال برخی والیان را خلاف قانون اعلام کرد و خواستار برکناری ایشان شد. با وجود این، تورسن در آخرین روز رقابت‌های انتخاباتی به نفع حامد کرزی کنار کشید.

### انتخابات ریاست‌جمهوری ۱۳۹۸
تورسن شنبه ۱۵ جدی ۱۳۹۷ در سومین روز نام‌نویسی برای انتخابات ریاست‌جمهوری ۱۳۹۸ ثبت‌نام کرد. معاونان او به ترتیب عبارتند از:
1. محمد نادرشاه احمدزی: پشتون و اهل کابل. رئیس سازمان جامعهٔ مدنی حقوقی و تحقیقاتی افغانستان. او یکی از ۱۷ نامزدی بود که در انتخابات ریاست‌جمهوری ۱۳۹۳ رد صلاحیت شدند.
2. شفیع‌الله قیصاری: ازبیک و اهل ولسوالی قیصار از ولایت فاریاب. او  در دانشگاه کابل انجنیری خوانده، در ۱۹۸۱ در شوروی درجهٔ ماستری گرفته،[۱۶] و از رؤسای سابق تصدی تدویر[پ] و مراقبت مکروریان‌ها[ت] در شاروالی کابل بوده است. قیصاری چپ‌گراست و از اعضای سابق حزب جنبش.

شعار انتخاباتی این تکت انتخاباتی «عمل می‌کنیم، شعار نمی‌دهیم» است. تورسن اولین نفری بود که برای ثبت‌نام در انتخابات اقدام کرد، ولی به سبب لغو شدن پرواز معاون دومش، شفیع‌الله قیصاری، نتوانست پنج‌شنبه و در اولین روز مهلت نام‌نویسی، پروسهٔ ثبت‌نام را با موفقیت تکمیل کند. لطیف پدرام همان روز با موفقیت ثبت‌نام کرد. بنابراین، تورسن از لحاظ زمان ثبت‌نام در جایگاه دوم قرار گرفت. در مجموع ۱۸ نفر با موفقیت ثبت‌نام کردند. بنا بر قرعه‌کشی ۵ ثور ۱۳۹۸ در حضور نمایندگان نامزدها، رسانه‌ها و ناظران بین‌المللی، مقرر شد نام و تصویر تورسن در ردیف دهم برگه‌های رأی قرار گیرد. نشان انتخاباتی او در برگه‌های رأی، لامپ است. برای ثبت‌نام در انتخابات ریاست‌جمهوری افغانستان، ارائه حداقل ۱۰۰ هزار تذکره از حامیان ضروری است. تورسن در انتخابات ۱۳۹۸ تعداد ۱۸۸ هزار تذکره ارائه کرد. تورسن در هنگام ثبت‌نام به خبرنگاران در دفتر کمیسیون مستقل انتخابات گفت که «در قدم اول یگانه تلاش من در این است که علیه غاصب، فاسد، مفسد، و جاسوس مبارزه کنم». کارزار انتخاباتی تورسن به دلیل کمبود «بودجه» در کل کمرنگ بود.
حکیم تورسن در شمول ۱۲ نامزد ریاست‌جمهوری بود که در لویه جرگه مشورتی صلح افغانستان شرکت نکردند و آن را «بی‌موقع، غیرضروری و ضیاع منابع دولتی» دانستند. به عقیدهٔ او «این جرگه در تناقض با تلاش‌ها برای صلح است» و این دست اقدامات در آستانهٔ انتخابات نوعی کارزار انتخاباتی است. او همچنین جزو ۱۲ نفر شورای نامزدان ریاست‌جمهوری بود که از ارگ خواستند با توجه به اتمام دورهٔ پنج‌سالهٔ ریاست‌جمهوری محمداشرف غنی و به تعویق افتادن انتخابات، دولت وحدت ملی در اول جوزا پایان یابد و حکومت سرپرست در چارچوب نظام جمهوری اسلامی افغانستان تشکیل شود و تا زمان تعیین رئیس‌جمهور جدید زمام امور را در دست گیرد که با مخالفت ارگ مواجه گشت. پیشتر ستره محکمهٔ افغانستان حکم کرده بود که ادامهٔ کار دولت غنی تا بعد از انتخابات قانونی است.

### سایر
تورسن در انتخابات ۱۳۸۴ ولسی جرگه افغانستان نیز نامزد بوده است و به رأی‌دهندگان وعده می‌داده که او و دیگر طرفداران محمد نجیب‌الله، رهبر کمونیست سابق افغانستان، برای مردم عادی و علیه مقامات فاسد و جنگ‌سالاران بی‌رحم به پا خواهند خواست. او به نمایندگی از حزب متحد ملی در رقابت‌ها حضور یافت که برای آن انتخابات بیش از ۲۰۰ نامزد در سراسر افغانستان معرفی کرده بود. تورسن به لس‌آنجلس تایمز گفت که «دکتر نجیب‌الله جایگاه محترمی در قلب مردم افغانستان دارد. او [نجیب‌الله] همیشه می‌گفت که "اگر من دولت را ترک کنم، اتفاقات وحشتناکی برای شما پیش خواهد آمد" که دقیقاً همین‌طور هم شد.»
تورسن در انتخابات ۱۳۸۹ ولسی جرگه افغانستان به صورت مستقل از حوزهٔ ولایت کابل نامزد شد در این انتخابات که به روش تک‌رأی انتقال‌ناپذیر برگزار شد، تورسن با کسب تنها ۶۴ رأی ناکام ماند. ۲۴ کرسی به مردان و ۹ کرسی به زنان اختصاص یافته بود. در میان مردان، محمد محقق با کسب ۱۶٬۲۳۳ رأی اول و عبدالحفیظ منصور با کسب ۲۹۰۳ رأی بیست‌وچهارم شد. تعداد آرای تورسن ۵۰ بار کم‌تر از آخرین مرد راه‌یافته به شورا بود.
تورسن در سال ۱۳۹۷ به طلوع‌نیوز گفت که در حال مذاکره با طالبان است و شماری از آنان نیز خود را به او تسلیم کرده‌اند.
پس از بروز تنش بین محمداشرف غنی و عبدالرشید دوستم که در نتیجهٔ آن دوستم به ترکیه رفت، تورسن رهسپار ترکیه شد تا دوستم را به افغانستان برگرداند.

## مواضع و عقاید
تورسن در ۱۳۸۸ در مصاحبه با رادیو آزادی گفت که طرفدار سیستم پارلمانی (صدارتی) است. با وجود این، در ۱۳۹۸ به طلوع‌نیوز گفت که به شرط حذف سمت ریاست اجرایی، از نظام ریاستی کنونی حمایت می‌کند.
تورسن در مصاحبه با دویچه وله گفت که در صورت پیروزی در انتخابات، مشی مصالحهٔ ملی را پی خواهد گرفت و عفو عمومی اعلام خواهد کرد تا جنگ با طالبان پایان پذیرد. او بر این باور است «ریشه‌های تروریزم در داخل افغانستان نیست . . . افغانستان بیشترین رنج تروریزم را می‌برد». تورسن معتقد است هرچه بیشتر جامعهٔ جهانی به پاکستان فشار آورد، هم به نفع افغانستان خواهد شد و هم به نفع خود پاکستان، چون از یک طرف خود را «از بدنامی که دامنگیرش است نجات» می‌دهد و از طرف دیگر، خود متحمل بیشترین آسیب‌ها و حملات انتحاری بوده‌است. اما تورسن به احزاب سیاسی خوش‌بین نیست. به گفتهٔ او احزاب سیاسی از جمله جمعیت اسلامی، وحدت اسلامی، و حزب اسلامی تا بن دندان مسلح‌اند و تهدیدی خطرناک‌تر از طالبان متوجه مردم افغانستان می‌کنند.
تورسن موافق مجازات اعدام است و خواستار اعدام مسئولان قبلی افغانستان در ملأ عام پس از اثبات مجرمیت در محکمه شده است. او همچنین خواستار بزرگ‌شدن دولت و استخدام ۵۰۰ هزار نفر کارمند جدید است و در عین حال معتقد است که مالیات دریافتی از مردم باید کاهش یابد.

### اظهارات جنجالی
تورسن حلقه‌هایی از حکومت و تعدادی از سیاستمداران افغانستان را فاسد و وابسته به خارجیان می‌داند و به طلوع‌نیوز گفته است که در صورت پیروزی در انتخابات، اشرف غنی و عبدالله عبدالله در دولت او هیچ منصبی نخواهند داشت، حتی در حد «شاگرد چاینکی‌پز». او وعده محاکمهٔ آنان را نیز داده است. او همچنین گفته است قبل از جلوس بر کرسی ریاست‌جمهوری و ادای سوگند، ۳۰ فیصد صلح با طالبان را تأمین خواهد کرد. تورسن مدعی است که محمداشرف غنی، عبدالرشید دوستم، محمد محقق، و صلاح‌الدین ربانی از او خواسته‌اند که به حیث معاونان او در تکت انتخاباتی‌اش باشند، ولی او این درخواست‌ها را رد کرده است.
حکیم تورسن گفته‌است: «مبارزه با پیراهن و تنبان و خشتک‌های کشال در صدر کارهای من قرار دارد، تمام اعضای کابینه و کارمندان دولتی باید دریشی به تن کنند». هرچند تورسن بخش اول این گفته را تکذیب کرد و گفت که پیراهن و تنبان از مدت‌ها پیش در افغانستان بوده‌اند، ولی بر بخش دوم جمله‌اش صحه گذاشت و از حامد کرزی، رئیس‌جمهور اسبق افغانستان، به خاطر یخن پاکستانی وی انتقاد کرد. تورسن در برنامهٔ کاکتوس تلویزیون یک گفت که برقع «جفا در حق زن» است و از ایران به افغانستان آمده. او در همین برنامه از آریانا سعید حمایت کرد.
اظهارات و مواضع تورسن از سوی رقبای سیاسی و تحلیلگران و منتقدان جدی گرفته نمی‌شود و بیشتر دستمایهٔ خنده و شوخی در شبکه‌های اجتماعی نزد مردم قرار گرفته است. او بارها با اعتمادبه‌نفس کامل تأکید کرده که ۱۰۰ فیصد مطمئن است که رئیس‌جمهور خواهد شد، ولی کمتر کسی است که برای او شانسی قائل باشد. به نوشتهٔ افغانستان.رو، وبگاه خبری افغان‌های مقیم روسیه، برخی معتقدند تورسن برای مطرح کردن نامش و در نهایت گرفتن امتیاز و کرسی دولتی پای به عرصهٔ انتخاباتی گذاشته است.

### نتایج انتخابات
پس از برگزاری انتخابات، وی در یک گفتگو با خبرنگار افغان نیوز گفت انتخابات ریاست جمهوری در افغانستان، نیازمند نهادهای مستقل، کارآمد و متعهد می‌باشد. اکنون تنها گزینه بیرون رفت از این بحران، راه مصالحه و تشکیل حکومت مشارکت ملی است تا به گروه طالبان هم سهم داده شود.

## واژه‌نامه
1. ↑  سَرَک: جاده، راه
2. ↑  بچه: پسر
3. ↑  تَدویر: گرداندن، برگزاری، اداره کردن، به گردش درآوردن
4. ↑  مَکروریان، میکروریان: از محلات معروف نوساز کابل
5. ↑  کَشال: دراز، طولانی، آویخته، آویزان